# Савімяе (Міссо)
Савімяе (ест. Savimäe) — село в Естонії, входить до складу волості Міссо, повіту Вирумаа.